# Rollersatzmasse
Die Rollersatzmasse {\displaystyle m_{\text{RE}}} ist eine Rechengröße, die der realen physikalischen trägen Masse eines rotationssymmetrischen starren Körpers hinzuzufügen ist, um seine Rotationsenergie rechnerisch durch zusätzliche translatorische kinetische Energie zu ersetzen.
Die kinetische Energie eines Körpers, der eine Translation und eine Rotation ausführt (z. B. Entlangrollen eines Rades auf einer Oberfläche), entspricht der kinetischen Energie eines Körpers mit größerer Masse {\displaystyle m_{2}>m_{1}}, der nur die Translation ausführt:
{\displaystyle {\begin{alignedat}{4}&&E_{\text{kin1}}&&&=E_{\text{kin2}}\\&\Leftrightarrow &E_{\text{trans1}}&+E_{\text{rot}}&&=E_{\text{trans2}}\\&\Leftrightarrow \quad &{\frac {1}{2}}\cdot m_{1}\cdot v^{2}&+{\frac {1}{2}}\cdot J\cdot \omega ^{2}&&={\frac {1}{2}}\cdot m_{2}\cdot v^{2}\end{alignedat}}}
Mit bekanntem Trägheitsmoment {\displaystyle J} und indem man die Winkelgeschwindigkeit {\displaystyle \omega ={\frac {v}{r}}} ersetzt (da die äußere Bahngeschwindigkeit beim Rollen genau der Translationsgeschwindigkeit {\displaystyle v} entspricht), erhält man die Rollersatzmasse:
{\displaystyle E_{\text{rot}}={\frac {1}{2}}\cdot J\cdot \left({\frac {v}{r}}\right)^{2}={\frac {1}{2}}\cdot m_{\text{RE}}\cdot v^{2}}
{\displaystyle \Rightarrow m_{\text{RE}}={\frac {J}{r^{2}}}}
Daraus folgt für die kinetische Energie:
{\displaystyle \Rightarrow {\frac {1}{2}}\cdot m_{1}\cdot v^{2}+{\frac {1}{2}}\cdot m_{\text{RE}}\cdot v^{2}={\frac {1}{2}}\cdot m_{2}\cdot v^{2}}
bzw. für die rechnerische Gesamtmasse:
{\displaystyle \Rightarrow m_{1}+m_{\text{RE}}=m_{2}}

## Beispiel
Am Beispiel einer Kugel {\displaystyle \left(J={\frac {2}{5}}\cdot m\cdot r^{2}\right)} sieht das wie folgt aus:
{\displaystyle {\begin{aligned}E_{\text{rot}}&={\frac {1}{2}}\cdot J\cdot \omega ^{2}\\&={\frac {1}{2}}\cdot \left({\frac {2}{5}}\cdot m\cdot r^{2}\right)\cdot \left({\frac {v}{r}}\right)^{2}\\&={\frac {1}{2}}\cdot \left({\frac {2}{5}}\cdot m\right)\cdot v^{2}\end{aligned}}}
also ist
{\displaystyle \Rightarrow m_{\text{RE}}={\frac {2}{5}}\cdot m}
Die kinetische Energie der Kugel ist somit:
{\displaystyle {\begin{aligned}\Rightarrow E_{\text{kin}}&={\frac {1}{2}}\cdot m\cdot v^{2}+{\frac {1}{2}}\cdot \left({\frac {2}{5}}\cdot m\right)\cdot v^{2}\\&={\frac {1}{2}}\cdot \left(m+{\frac {2}{5}}\cdot m\right)\cdot v^{2}\\&={\frac {1}{2}}\cdot \left({\frac {7}{5}}\cdot m\right)\cdot v^{2}\\&={\frac {7}{10}}\cdot m\cdot v^{2}\end{aligned}}}